# Anna Maria Mengs

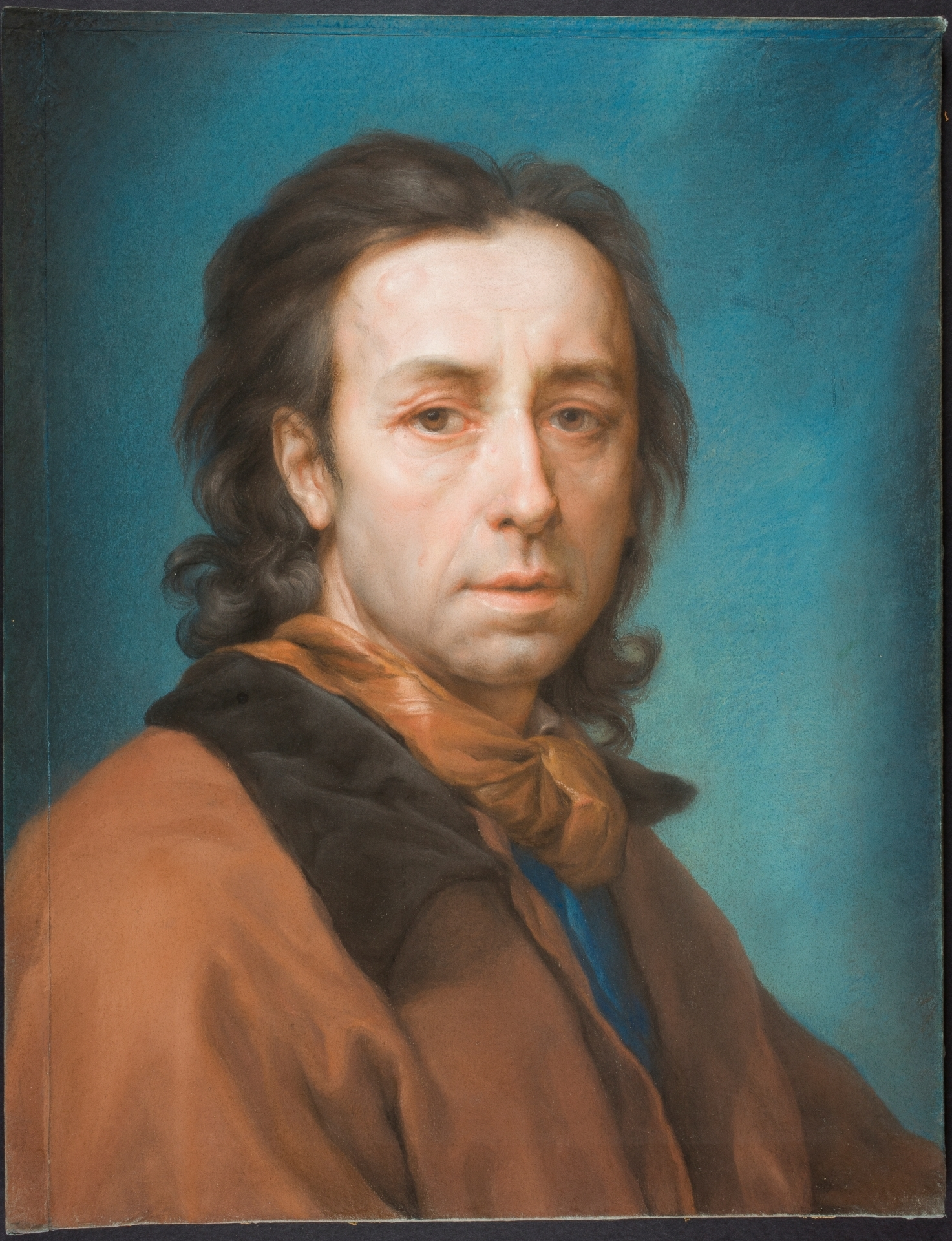
Anna Maria Mengs, Anton Rafael Mengs, padre de la artista, dibujo a pastel sobre papel, 573 x 442 mm, según un autorretrato de Anton Rafael Mengs. Madrid, Gabinete de Dibujos, Estampas y Fotografías del Museo del Prado.

Anna Maria Teresa Mengs (Dresde, 1751-Madrid, 29 de octubre de 1792) fue una artista alemana, pintora de corte del infante don Luis y académica de honor de la Real Academia de Bellas Artes de San Fernando. Destacó como miniaturista y retratista al pastel.

## Biografía
Anna Maria Mengs fue hija del pintor Anton Raphael Mengs y de Margarita Guazzi. Discípula de su propio padre, con 7 años ya destacaba por su capacidad para el dibujo y el color. En 1761 Anton Raphael Mengs fue llamado a trabajar para la corte de Carlos III y toda la familia se trasladó a Madrid. En 1778 se casó en Roma con el grabador español Manuel Salvador Carmona, con quien tuvo siete hijos.
Los trabajos de Mengs incluyen paisajes, retratos al pastel y miniaturas. Realizó, diferentes retratos del infante don Luis, así como de la marquesa de Valdecarzana, de Juliana Morales o el de su marido, entre otros. Este último se conserva en la Real Academia de Bellas Artes de San Fernando, que el 29 de agosto de 1790 la admitió como académica de honor y de mérito.
Falleció en Madrid, en su casa de la calle del Príncipe, el 29 de octubre de 1792, según consta en el libro de difuntos de la parroquia de San Sebastián de dicha localidad.
En 1800, en su Diccionario histórico de los más ilustres profesores de las Bellas Artes en España, Juan Agustín Ceán Bermúdez escribió sobre ella 

Trasladada á Madrid aunque se le aumentáron los estorbos con siete partos, y con la crianza y educación de los hijos, no dexó de pintar de miniatura y pastel con buen gusto é inteligencia.